# Gemmula cosmoi
Gemmula cosmoi is een slakkensoort uit de familie van de Turridae. De wetenschappelijke naam van de soort is voor het eerst geldig gepubliceerd in 1930 door Sykes.